# Герб Звенигородки
Герб Звенигоро́дки — офіційний символ міста Звенигородки Черкаської області. 
Затверджений XIII сесією Звенигородської міської ради XXIII скликання 28 лютого 2001 року. 
Автори проекту  — Олександра і Микола Теліженки.

## Опис герба
У червоному полі лицар в срібних обладунках, у лівиці тримає срібний щит із срібним дворівневим хрестом, в правій руці піднятий догори меч, спираючись ногами на чорний пагорб оточений срібним частоколом. 
Над щитом розміщена срібна міська корона, навколо щита вінок сплетений з колосків пшениці, гілочок дуба і лавра, кетягів калини. Перевитий жовто-синьою стрічкою, на якій вміщено напис: Звенигородка.
За основу сучасного герба взято перший герб Звенигородки XVIII століття. Він символізує давнє історичне походження населеного пункту, як міста-фортеці часів Київської Русі. 

## Попередні герби

Перший герб Звенигородки

### Герб польського періоду
Історія герба Звенигородки починається з останньої чверті XVIII століття, коли Звенигородку було виключено зі складу староства. Саме тоді Звенигородські міщани, посилаючись на те, що Звенигородка раніше, в XVII столітті, вже користувалася правами вільного міста, порушили клопотання про відновлення в Звенигородці магдебурзького права, за яким місто частково звільнялося від центральної адміністрації та влади феодалів.
Привілей про надання Звенигородці права на самоврядування був підписаний 30 квітня 1792 року польським королем Станіславом Августом. За цим же привілеєм місту було надано герб, який «зображував Звенигору, оточену довкола частоколом, а на ній стоїть воїн, що тримає в одній руці меч, а в другій щит, на якому зображено хрест».

### Герб періоду Російської імперії
Невдовзі, в 1793 році, Правобережна Україна, ввійшла до складу Російської імперії, і з 1799 року Звенигородка стає повітовим містом Київської губернії.
Свого часу ще Павло І дав розпорядження про укладення «Общего гербовника городов Российской империи». Передбачалося визначити і надати герби для губернських і повітових міст. Та ця робота посувалася досить повільно. В Ленінградському державному історичному архіві СРСР зберігається цікавий документ, датований 15 жовтня 1843 року, з якого можна бачити, як йшла робота над складанням проекту герба Звенигородки. Цей документ — доповідна записка Київському військовому, Подільському і Волинському генерал-губернатору:
|  | Свода законовт, 1-го(изд. 1842) учрежд. прав. Сената ст. 431, пунктом 13-м возложено на Герольдию составление общего гербовника городов Российской империи. На сем оснований, были требуемы от губернских правлений и дворянских собраний, в том числе и от Киевских, о доставлений в Герольдию копий с гербов городов вместе с описаннями. В 1840 и в 1842-х годах получены от Киевских губернского правлення и депутатского собрания сведения, что за вседеи распоряжениями об отмскании в полициях, думах, магистратах или ратушах, гербов городов Киевской губернии не оказывается, исключая только, что для города Звенигородки от бывшего польского короля Станислава Августа 30 апреля 1792 года дана привиллегия, на которой изображен герб сего города и хранится в тамошней городской думе, и что городу Чигирину дана также привиллегия королем польским с пожалованием герба для сего города. |

Тоді ж було зроблено копію малюнка герба та його опис, завірений київським губернським землеміром:
|  | Герб города Звенигородки, изображающий крепостную гору, лесной оградой обведенную, после разрушенного дворца оставшуюся, а на ней стоящего вооруженного рьщаря, держащего в руках обнаженную саблю — изображающего память прежде находившегося в городе Звенигородке дворца, с подлинной привиллегии тому городу королем Станиславом Августом срисован. |

Цей опис дає уявлення про вигляд першого герба Звенигородки, що відображав перекази та легенди про Звенигору та Звенигород, вказував на оборонне значення міста.

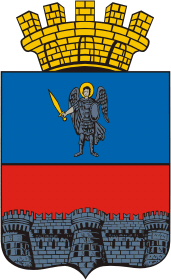
Другий герб Звенигородки

За указом про затвердження гербів для повітових міст Київської губернії від 26 грудня 1852 року (7 січня 1853 року за новим стилем) було затверджено новий герб Звенигородки. У горішній частині розділеного на дві рівні частини щита розміщувався герб Київської губернії, а в нижній, — в червоному полі срібна зубчаста стіна з трьома баштами. Щит увінчаний срібною міською короною з п'ятьма вежками.

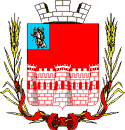
Змінений другий герб Звенигородки

Пізніше до герба Звенигородки було внесено невеликі зміни[джерело?], як це можна бачити з документа «Описание герба уездного города Звенигородки», по якому можна судити про внесені доповнення та дещо інше розташування губернського герба, який став зображуватись у правій верхній частині щита.
|  | В червленном щите серебряная зубчатая, с тремя круглыми башнями стена, с червленными швами и бойницами. В вольной части — герб Киевской губернии. Щит увенчан серебряною бащенною короною о трех зубцах, и окружен двумя золотыми колосьями, соединенными Александровскою лентою. |

Орден Олександра Невського, встановлений у 1725 році, надавався «в воздаяние трудов для отечества подъемлемых». Його стрічка була червоного кольору. За усталеною традицією герби зображувалися на французькому геральдичному щиті, із співвідношенням сторін 9x8.